# Động Chó Sói
Động Chó Sói (tiếng Phần Lan: Susiluola, tiếng Thụy Điển: Varggrottan) là một vết nứt núi Pyhävuori (tiếng Thụy Điển: Bötombergen) ở Kristinestad (Kristiinankaupunki), gần các khu đô thị Karijoki ở Phần Lan. Phần trên của vết nứt đã được đắp đất, tạo thành một hang động. Năm 1996, một số hiện vật đã được tìm thấy trong hang động đó đã tạo ra những suy đoán rằng nó có thể đã có hiện diện của con người trong thời kỳ Đồ Đá Cũ, từ 120.000 đến 130.000 năm trước. Những hiện vật này, nếu xác thực, sẽ là những hiện vật duy nhất hiện vật Neanderthal được biết ở các nước Bắc Âu. 

## Lịch sử khai quật
Năm 1996, kế hoạch đã được thực hiện để làm trống đất trong hang động và biến nó thành một điểm thu hút du lịch, nhưng trong quá trình thực hiện đào khoét này, các hiện vật bằng đá mà có thể đã được tạo ra bởi con người đã được tìm thấy và công tác đào khoét hang động đã được tạm dừng. Năm 1997, một cuộc khai quật hang động này được bắt đầu trong một cuộc sự hợp tác giữa Hội đồng quốc gia về cổ vật, các khảo sát địa chất của Phần Lan, Cục Địa chất của Đại học Helsinki, và Bảo tàng Lịch sử tự nhiên của Phần Lan. Đợt khai quật này kéo dài cho đến năm 2000 và được tập trung vào việc xác định tuổi của vật liệu, tìm hiểu xem các mục tương tự có thể được tìm thấy ở nơi khác ở châu Âu, và xây dựng lại môi trường xung quanh thời tiền sử. Các kết quả đã được trình bày trong một báo cáo năm 2002.
Công việc bị gián đoạn vào năm 2001 vì những nguy cơ hang động đã sụp đổ, một phần là kết quả của cuộc khai quật chính nó, nhưng hang động đã được ổn định trong năm 2002, và một dây lưới thép bảo vệ đã được thiết lập để ngăn chặn các tảng đá không bị rơi xuống. Năm 2003, công tác tiếp theo được thực hiện, và trong năm 2004 Hội đồng quốc gia về cổ vật nhận được tiền để bắt đầu một dự án nghiên cứu ba năm. Công việc bắt đầu lại sau năm đó, và trong những năm sau, cuộc khai quật diễn ra vào đầu mùa hè hàng năm. 